# Rarámuri
El tarahumara (endònim rarámuri o ralámuli ra'ícha, "poble de la llengua") és una llengua de la família uto-asteca (grup de llengües taracahites) parlada per uns 87.000 tarahumares al nord-oest de Mèxic.

## Distribució geogràfica

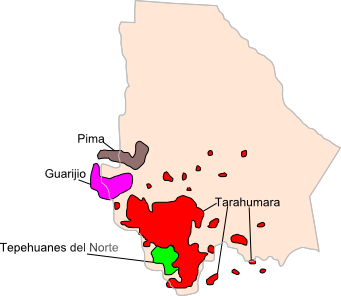
Localització de les ètnies de Sonora (INEGI).

No hi ha consens entre els especialistes sobre el nombre de dialectes del tarahumara: les més acceptades inclouen dos (occidental i oriental); quatre (Occidental, Nord, Sud, Est); i cinc, d'acord amb els estudis de camp realitzats en la dècada de 1990 pels lingüistes que treballen per al govern mexicà i Ethnologue. Segons investigadors mexicans el coneixement dels dialectes rarámuri resta encara molt rudimentari. Suposen que hi podria haver molts més de cinc dialectes. Les cinc divisions reconegudes provisionalment pel govern mexicà no són les mateixes propostes per Ethnologue:
| Nom                             | Codi ISO | Localització                                                                                         | Parlants                     |
| ------------------------------- | -------- | --- | ---------------------------- |
| Tarahumara central              | tar      | sud-oest de Chihuahua.                                                                               | 55.000 (10.000 monolingües). |
| Tarahumara de les terres baixes | tac      | Chihuahua.                                                                                           | 15.000                       |
| Tarahumara septentrional        | thh      | Chihuahua, pobles de Santa Rosa Ariseachi, Agua Caliente Ariseachi, Bilaguchi, Tomochi, La Nopalera. | 300                          |
| Tarahumara del sud-est          | tcu      | Chinatú, Chihuahua.                                                                                  | No estimat                   |
| Tarahumara del sud-oest         | twr      | Chihuahua, poble de Tubare                                                                           | 100 (1983 SIL).              |

## Fonologia
El tarahumara té cinc timbres vocàlics i distingeix quantitat vocàlica: /i, i, a, o, o/, a més distingeix entre vocals llargues i breus i l'accent és fonèmic. L'inventari de consonants del tarahumara inclou:
|             | labial | labial | alveolar | alveolar | palatal | palatal | velar | velar | glotal | glotal |
| ----------- | ------ | ------ | -------- | -------- | ------- | ------- | ----- | ----- | ------ | ------ |
| oclusiva    | p      | p      | t        | t        |         |         | k     | k     | ʔ      | ʔ      |
| africada    |        |        | ʦ        | ʦ        |         |         |       |       |        |        |
| fricativa   |        |        | s        | s        |         |         |       |       | h      | h      |
| aproximants | w      | w      | l, ɾ     | l, ɾ     | j       | j       |       |       |        |        |
| nasal       | m      | m      | n        | n        |         |         |       |       |        |        |

Endemés cal assenyalar que:
- El fonema africat /ʦ/ se sol transcriure també /c/.
- El fonema /j/ es transcriu quasi sempre com /y/.
- El fonema glotal /ʔ/ es transcriu a vegades com / ' /.

## Mitjans de comunicació en rarámuri
L'estació de ràdio XETAR de la Comisión Nacional para el Desarrollo de los Pueblos Indígenas, a Guachochi, Chihuahua emet uns programes en rarámuri.